# Rejon medenicki
Rejon medenicki (ukr. Меденицький район) – dawna jednostka podziału administracyjnego Ukraińskiej Socjalistycznej Republiki Radzieckiej w Związku Socjalistycznych Republik Radzieckich w latach 1940–1941 i 1944–1959. Należał do obwodu drohobyckiego do 1959 roku, a po jego zniesieniu przez kilka miesięcy do obwodu lwowskiego. Siedziba władz rejonu znajdowała się w Medenicach.
Rejon medenicki został utworzony 17 stycznia 1940 na podstawie dekretu Prezydium Rady Najwyższej USRR o podziale na rejony zachodnich obwodów USRR, kiedy to w obwodzie drohobyckim utworzono 30 rejonów, między innymi medenicki. Rejon objął obszary zniesionych gmin Dobrowlany (bez gromady Wola Jakubowa), Horucko i Medenice, należących przed wojną do powiatu samborskiego w województwie lwowskim.
Rejon medenicki przestał istnieć wraz z wybuchem wojny niemiecko-radzieckiej 22 czerwca 1941. Jego tereny weszły w skład Landkreis Drohobycz dystryktu galicyjskiego Generalnego Gubernatorstwa.
Rejon został odtworzony 31 lipca 1944, po zajęciu tych terenów przez Armię Czerwoną.
21 stycznia 1959 do rejonu medenickiego włączono część zniesionego rejonu dublańskiego.
21 maja 1959, w wyniku zniesienia obwodu drohobyckiego, rejon medenicki włączono do obwodu lwowskiego
23 września 1959 rejon medenicki zniesiono, włączając jego obszar do rejonów rejonu drohobyckiego, mikołajowskiego i  stryjskiego.